# Турецький національний рух

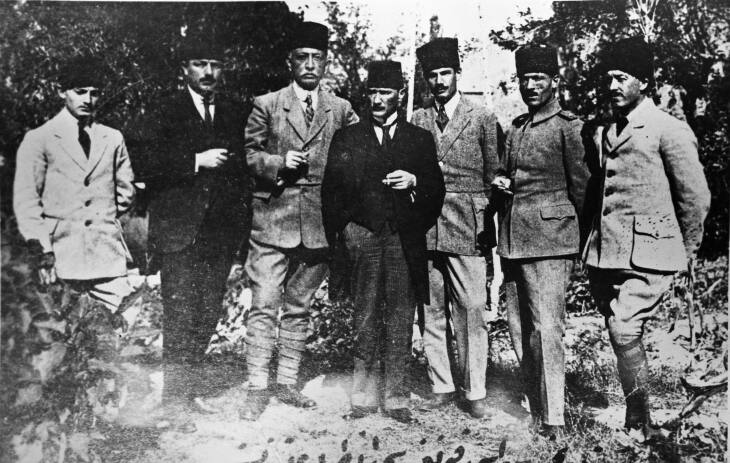
Видатні націоналісти на конгресі в Сівасі. Зліва направо: Музаффер Килич, Рауф Орбай, Бекір-Самі Кундух, Мустафа Кемаль Ататюрк, Рушен Ешреф Унайдин, Чеміл Чахіт Тойдемір, Чеват Аббас Гюрер

Турецький національний рух (тур. Türk Ulusal Hareketi) — політичний та військовий рух турецьких революціонерів, що призвів до створення та формування сучасної Туреччини, внаслідок поразки Османської імперії у Першій світовій війні та подальшої окупації Константинополя та поділ Османської імперії союзниками на умовах Мудроського перемир'я. Османи розглядали цей рух як частину міжнародної змови проти них. Турецькі революціонери повстали проти поділу та проти Севрського договору, підписаного в 1920 році османським урядом, який розділив Анатолію на зони окупації.
Створення руху турецьких революціонерів призвело до Турецької війни за незалежність, геноцидів корінних народів Анатолії, скасування османського султанату 1 листопада 1922 року та проголошення Турецької Республіки 29 жовтня 1923 року. Рух оголосив, що єдиним джерелом влади будуть демократичні Великі національні збори Туреччини.

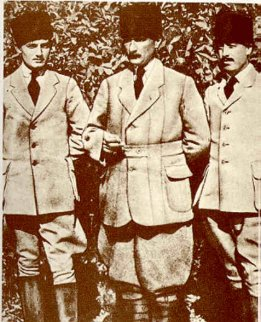
Мустафа Кемаль під час з'їзду в Ерзурумі.

Рух був створений в 1919 році шляхом низки угод та домовленостей по всій Анатолії та Фракії. Лідером став Мустафа Кемаль Ататюрк, оскільки він був головним речником, громадським діячем та військовим керівником руху.